# مهرجان السينما الإفريقية بقرطبة
مهرجان السينما الإفريقية بقرطبة (بالإسبانية: Festival de Cine Africano de Tarifa)‏ أو مهرجان طريفة وطنجة للسينما الإفريقية (بالإسبانية: Festival de Cine Africano de Tarifa-Tánger)‏ هو مهرجان سينمائي سنوي مخصص للسينما الأفريقية، يُعقد في مدينة قرطبة. يتم تنظيمه من قبل منظمة الطرب غير الحكومية.
تأسس الحدث في عام 2004 تحت اسم معرض الأفلام الأفريقية في طريفة، وغير اسمه إلى مهرجان السينما الإفريقية بطريفة في عام 2007. منذ عام 2012، أصبح يُعرف باسم مهرجان قرطبة للسينما الأفريقية.

## التاريخ
تأسس مهرجان طريفة للسينما الأفريقية عام 2004 بمبادرة من منظمة الطرب غير الحكومية، ومقرها في طريفة، بمفاطعة قادس. تأسس المهرجان بهدف نشر صورة جديدة لأفريقيا للجمهور الإسباني بعيدًا عن الصور النمطية التي توفرها وسائل الإعلام. كانت طريفة نقطة التقاء ومساحة جغرافية رمزية للتلاقي وتبادل الثقافات.

## الهيكل التنظيمي للمهرجان
ينقسم المهرجان إلى عدد من الأقسام التنافسية وغير التنافسية:
أقسام تنافسية
- قسم الحلم الأفريقي حول الأفلام الروائية التي أنتجها مخرجون أفارقة أو أنتجتها دولة أفريقية في العامين الماضيين؛
- قسم مخصص للأفلام الوثائقية التي أنتجها مخرجون أفارقة أو أنتجتها دولة أفريقية في العامين الماضيين؛
- قسم مخصص للأفلام القصيرة لمخرجين أفارقة أو أنتجتها دولة أفريقية في العامين الماضيين.

أقسام خارج المنافسة
- افتح الشاشة (Open screen)
- أنيمافريكا (Animáfrica)

## الجوائز
تقرر لجنة تحكيم الأفلام الروائية الدولية كل عام منح الجوائز التالية:
- جائزة أفضل فيلم روائي طويل تسلم إلى المنتج؛
- جائزة أفضل ممثل؛
- جائزة أفضل ممثلة؛
- تسليم جائزة مدينة قرطبة للمخرج.

تصوت لجنة تحكيم الأفلام الوثائقية والقصيرة الدولية على الجوائز التالية:
- جائزة أفضل فيلم وثائقي.
- جائزة أفضل فيلم قصير.

يتضمن المهرجان أيضا:
- أنشطة أخرى: حفلات موسيقية، معارض فنون بصرية، ورش عمل
- لقاءات مهنية: ورش عمل وندوات لتعزيز النقاش البناء بين المتخصصين في الصناعة الثقافية، من البلدان الأفريقية أو العربية أو الأوروبية على حد سواء
- البرمجة المدرسية: إشراك الشباب من خلال عرض أفلام أفريقية في مدارس الإقليم

## الأعمال الفائزة
2011 : تنويه خاص في الدورة الثامنة للمهرجان عن الفيلم الوثائقي دريكسيا للمخرجة أكوسوا أدوما أوسو.